# Walter von Sourdeval
Walter von Sourdeval (lat. Gualterius de Suradavalle; frz. Gauthier de Sourdeval; † nach 1154) war Konstabler von Antiochia und Herr von Laitor.
Er war ein Sohn des normannischen Kreuzritters Robert de Sourdeval aus Sourdeval in der Normandie. Dieser hatte im Gefolge Bohemunds von Tarent am Ersten Kreuzzug teilgenommen, war im Fürstentum Antiochia spätestens 1114 mit der Herrschaft Laitor, ca. 25 km westnordwestlich von Bourzey, belehnt worden und fiel 1115 in der Schlacht von Tell Danith.
Walter ist 1134 und 1135 urkundlich als Konstabler von Antiochia belegt, 1140 hatte er dieses Amt nicht mehr inne.
Mit seiner Ehefrau namens Sibylla († nach 1135) hatte er einen Sohn, Robert von Sourdeval (vor 1119-nach 1163), der ihm als Herr von Laitor folgte. In Urkunden Fürst Bohemunds III. tritt zwischen 1167 und 1183 ein Zeuge namens Roger von Sourdaval auf, es ist unklar ob dieser ein jüngerer Sohn Walters oder ein Sohn seines Sohnes Robert war.
Letztmals urkundlich belegt ist Walter in einer Urkunde Fürst Rainalds von Chatillon vom 10. Mai 1154, in der er zusammen mit seinem Sohn Robert als Zeuge auftritt.